# Per-Gunnar Andersson (Rennfahrer, 1957)
Per-Gunnar „Peggen“ Andersson  (* 15. August 1957 in Falkenberg, Schweden) ist ein schwedischer Automobilrennfahrer.

## Karriere
1980 und 1981 nahm Andersson mit einem Volvo 142 an je acht Rennen des schwedischen Vredestein Cups teil. 1981 gewann er dort ein Rennen und wurde Vizemeister. Auch 1982 und 1983 blieb er Volvo treu, dieses Mal allerdings in einem Volvo 240 Turbo, eingesetzt vom schwedischen Rennstall ML Racing. Neben einigen Rennen im Volvo 240 Turbo Cup startete er auch bei der Tourenwagen-Europameisterschaft.
1984 fuhr Andresson für ML Racing drei Rennen in der neu gegründeten Deutschen Tourenwagen-Meisterschaft und fuhr gleich in seinem ersten Rennen den zweiten Platz sowie die schnellste Rennrunde ein. Als Gaststarter war er jedoch nicht punkteberechtigt. Im nächsten Jahr fuhr er eine komplette Saison in der DTM und wurde mit einem Rennsieg in Erding Siebter der Gesamtwertung. 1986 fuhr er weiter in der DTM, weiterhin in einem Volvo 240 Turbo, allerdings wechselte er das Team und startete fortan für IPS Motorsport. Nach einem zweiten und ersten Platz in den ersten beiden Rennen konnte er keine weiteren Glanzpunkte setzten und beendete das Jahr mit dem achten Platz im Klassement.
Zwischen 1987 und 2000 fuhr Andresson hauptsächlich in der Schwedischen Tourenwagen-Meisterschaft und gewann sie vier Mal. 
Bis heute ist Andersson in verschiedenen nationalen Rennserien aktiv.